# Los Cipreses
Los Cipreses es una localidad argentina del departamento Futaleufú, en la provincia del Chubut. Aunque es próxima al parque nacional Los Alerces pertenece al ejido municipal de Travelín.
Se encuentra en el pK 64 de la ruta nacional 259, que en esta parte es de ripio, que une la Ruta Nacional 40 con el Paso Internacional Río Futaleufú que comunica Argentina con Chile. 

## Población
Contó con 179 habitantes (Indec, 2010), lo que representó un incremento del 55,6% frente a los 115 habitantes (Indec, 2001) del censo anterior.
El censo 2022 registró una población de 125 habitantes que se repartieron entre 73 hombres y 52 mujeres. Sin embargo, las cifras obtenidas fueron estimativas solo teniendo en cuenta a la población en viviendas particulares; es decir, excluyendo del dato a la población institucional y las personas sin hogar. Gracias a este censo también fue posible conocer su densidad y tamaño urbano.
| Gráfica de evolución demográfica de Los Cipreses entre 1991 y 2022 |
|                                                                    |
| Fuente: Censos nacionales del INDEC                                |